# 모토야마 하루카
모토야마 하루카(일본어: 本山 遥, 1999년 6월 5일~)는 일본의 축구 선수이다.

## 구단 경력
그는 2022년 J2리그의 파지아노 오카야마에 입단했다. 2024년까지 97경기에 출전하여, 3득점을 넣었다. 2024년 J2리그 5위를 기록하여 J1리그로 승격했다. 2025년 J1리그의 비셀 고베로 이적했다.